# Bidham Lama
Bidham Lama es un deportista nepalí que compitió en taekwondo.
Ganó una medalla de bronce en el Campeonato Mundial de Taekwondo de 1987, y una medalla de plata en el Campeonato Asiático de Taekwondo de 1988. En los Juegos Asiáticos de 1986 consiguió una medalla de bronce.

## Palmarés internacional
| Campeonato Mundial  | Campeonato Mundial   | Campeonato Mundial | Campeonato Mundial |
| Año                 | Lugar                | Medalla            | Categoría          |
| ------------------- | -------------------- | ------------------ | ------------------ |
| 1987                | Barcelona (España)   | Medalla de bronce  | –50 kg             |
| Juegos Asiáticos    |                      |                    |                    |
| Año                 | Lugar                | Medalla            | Categoría          |
| 1986                | Seúl (Corea del Sur) | Medalla de bronce  | –50 kg             |
| Campeonato Asiático |                      |                    |                    |
| Año                 | Lugar                | Medalla            | Categoría          |
| 1988                | Katmandú (Nepal)     | Medalla de plata   | –50 kg             |